# Hoffenheim
Hoffenheim è una frazione della città tedesca di Sinsheim, nel Baden-Württemberg.

## Storia
Hoffenheim fu menzionata per la prima volta nel 773 come Hovaheim, nel "Codice di Lorsch". Fino al 1º luglio 1972 costituì un comune autonomo per poi essere inglobata in Sinsheim durante la riforma comunale del Baden-Württemberg del 1972.

## Geografia fisica
Hoffenheim si trova a circa 3 km ad ovest di Sinsheim, 6 a sud di Meckesheim ed a meno di 20 da Heidelberg, nei pressi della conurbazione di Mannheim-Ludwigshafen. Sorge a breve distanza dal parco nazionale del Neckartal-Odenwald.

## Sport
La locale squadra di calcio, l'Hoffenheim, conta una storia piuttosto anonima fino alla fine degli anni '90, allorquando comincia una scalata delle varie serie calcistiche tedesche fino ad approdare, nella stagione 2008-2009, in Bundesliga, vincendo il titolo d'inverno nel dicembre del 2008. Per il conseguimento di tali risultati, ottenuti da un'esordiente rappresentante una piccola frazione, l'Hoffenheim è stata da più parti considerata come la rivelazione europea della stagione calcistica 2008-2009, dando al paese di Hoffenheim una certa fama internazionale.

## Infrastrutture e trasporti
Hoffenheim conta una stazione ferroviaria lungo una linea secondaria che collega Heilbronn con Heidelberg. Lo svincolo autostradale più vicino, a meno di 4 km, è quello di Sinsheim, sulla Bundesautobahn 6 che collega Norimberga con Saarbrücken.

## Galleria d'immagini

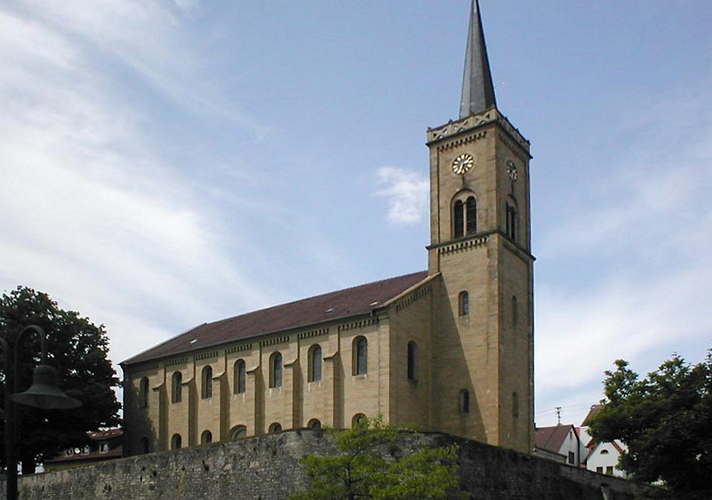
Chiesa evangelica
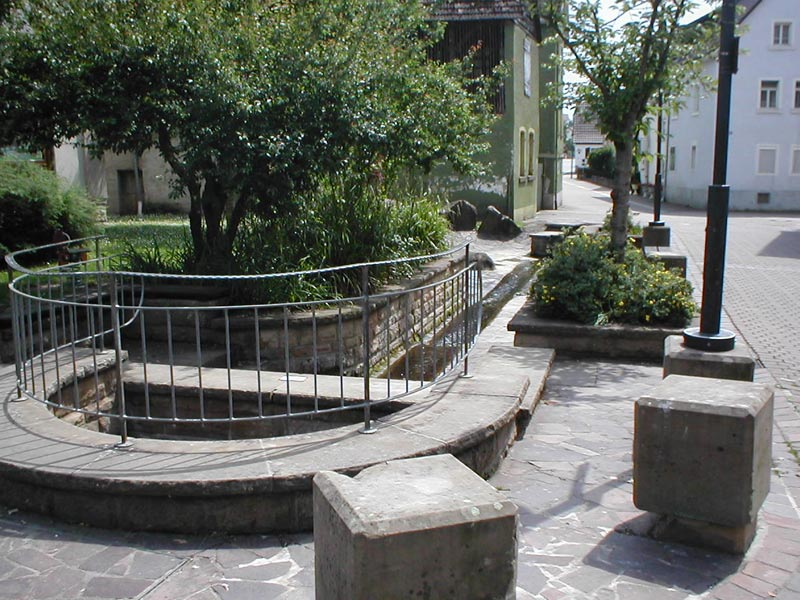
Giardino in centro
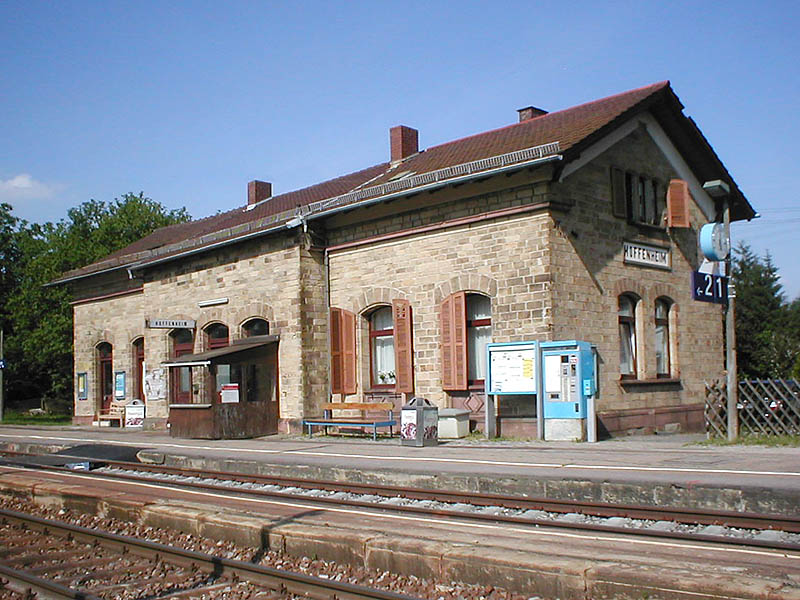
Stazione ferroviaria
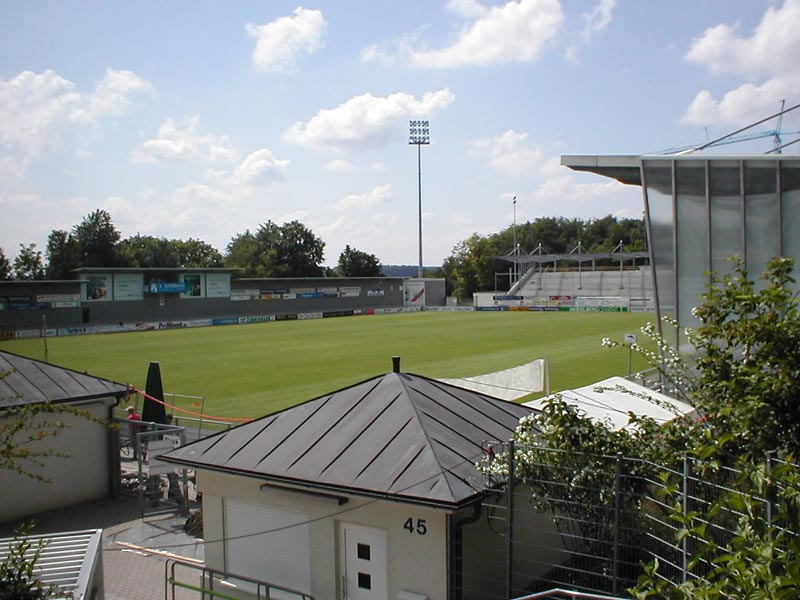
Dietmar-Hopp-Stadion